# William Bowers
William Bowers (* 17. Januar 1916 in Las Cruces, New Mexico; † 27. März 1987 in Woodland Hills, Kalifornien) war ein US-amerikanischer Journalist und Drehbuchautor.

## Leben
Bowers arbeitete als Journalist in Long Beach, Kalifornien und wurde anschließend Drehbuchautor. Er spezialisierte sich auf Westernkomödien, verfasste aber auch einige Thriller. Sein allererstes Drehbuch war Spione, Liebe und die Feuerwehr um 1942, das allerdings erst 1951 verfilmt wurde.
Während des Zweiten Weltkriegs diente er bei den United States Army Air Forces, wo er den Filmproduzenten Arch Hall Sr. kennenlernte. Seine Erfahrungen verarbeitete er in dem Drehbuch Der Held der Etappe. Seine ihm selbst nachempfundene Person wurde von Jack Webb gespielt.
1950 wurde er für das Drehbuch zum Gregory-Peck-Western Der Scharfschütze für den Oscar nominiert. Seine Karriere nahm nun an Fahrt auf und er durfte die Drehbücher zur Neuverfilmung der Screwball-Komödie Mein Mann Godfrey verfassen. Für das Drehbuch zu In Colorado ist der Teufel los wurde er zusammen mit James Edward Grant ein zweites Mal für den Oscar nominiert.
An Auch ein Sheriff braucht mal Hilfe (1969), dem Film zu seinem letzten Drehbuch, war er als Produzent beteiligt. Eine kleine Nebenrolle hatte er in dem Film Der Pate – Teil II (1974).

## Filmografie (Auswahl)
- 1943: Higher and Higher
- 1945: Sing Your Way Home
- 1946: The Fabulous Suzanne
- 1946: Tag und Nacht denk’ ich an Dich (Night and Day)
- 1947: Das Netz (The Web)
- 1947: Die Wildwest-Witwe (The Wistful Widow of Wagon Gap) (literarische Vorlage)
- 1948: Die schwarze Maske (Black Bart)
- 1948: Betrug (Larceny)
- 1948: Rivalen am reißenden Strom (River Lady)
- 1949: Abandoned
- 1950: Verurteilt (Convicted)
- 1950: Der Scharfschütze (The Gunfighter)
- 1951: Cry Danger
- 1951: Spione, Liebe und die Feuerwehr (My Favorite Spy)
- 1951: Die Spur führt zum Hafen (The Mob)
- 1952: Menschenjagd in San Francisco (The San Francisco Story)
- 1952: Budapest antwortet nicht (Assignment – Paris!)
- 1955: In die Enge getrieben (Tight Spot)
- 1956: Fanfaren der Freude (The Best Things in Life Are Free)
- 1957: Mein Mann Gottfried (My Man Godfrey)
- 1958: Der Schatz des Gehenkten (The Law and Jake Wade)
- 1958: In Colorado ist der Teufel los (The Sheepman)
- 1959: Ein Schuß und 50 Tote (Alias Jesse James)
- 1961: Der Held der Etappe (The Last Time I Saw Archie)
- 1966: Das Mondkalb (Way… Way Out!)
- 1969: Auch ein Sheriff braucht mal Hilfe (Support Your Local Sheriff)